# البریج
البریج (به عربی: البریج) یک منطقهٔ مسکونی در سوریه است که در حمص واقع شده‌است.

## خصوصیات
البریج ۲٬۲۴۶ نفر جمعیت دارد.